# Charles Forte, Baron Forte
Charles Forte, Baron Forte (Geburtsname: Carmine Forte; * 26. November 1908 in Mortale, Provinz Frosinone, Italien; † 28. Februar 2007) war ein aus Italien stammender britischer Unternehmer, der ein weltweites Imperium von Restaurants und Hotels aufbaute, das jedoch wieder zu seinen Lebzeiten zusammenbrach und der 1982 als Life Peer aufgrund des Life Peerages Act 1958 Mitglied des House of Lords wurde. Er gehörte damit zu den Ein-Generationen Unternehmern, die es versäumten, solide Grundlagen zur Absicherung des Familienerbes zu legen. Er wurde besonders durch den Kampf um das Savoy Hotel in London, die Ausweitung der Restaurantketten Happy Eater und Little Chef sowie seine Unterstützung für Premierministerin Margaret Thatcher in den 1980er Jahren bekannt.

## Leben

### Herkunft, Eröffnung des ersten Restaurants und Zweiter Weltkrieg
Forte wanderte im Alter von vier Jahren 1912 mit seiner Mutter von Italien nach Schottland aus und besuchte zunächst eine Schule in der Kleinstadt Alloa in Clackmannanshire, wo sein Vater das Café Savoy betrieb. Nach einer weiteren schulischen Ausbildung an einem Internat in Dumfries sowie einem zweijährigen Aufenthalt in Rom kehrte er zu seiner Familie nach Großbritannien zurück, wo sein Vater mittlerweile mit zwei Cousins in Weston-super-Mare ein Café betrieb. 1929 wurde er Geschäftsführer des Restaurants Venetian Lounge in Brighton, das einem seiner Cousins gehörte.
Trotz der schwierigen wirtschaftlichen Situation im England der 1930er Jahre eröffnete er schließlich 1934 sein eigenes Restaurant, das letztlich zum Grundstein seiner späteren Unternehmensgruppe wurde. Dabei handelte es sich um eine Milchbar in der im Londoner West End gelegenen Regent Street. Nachdem er durch einen Zeitungsartikel auf diese Geschäftsidee aufmerksam gemacht wurde, führte er eine Studie durch, in dem er die Anzahl der Fußgänger und möglichen Kunden ermittelte, um zu berechnen, ob er die jährliche Miete von 1000 Pfund Sterling erwirtschaften könnte. Letztlich unterschrieb er einen auf 21 Jahre ausgelegten Pachtvertrag, wobei seine Kalkulation zunächst fehlschlug, da nicht genug Kunden ausreichend Waren kauften. Daraufhin führte er eine neue Kalkulation durch, und errechnete, dass er mehr Platz bei geringeren Kosten bräuchte. Anschließend mietete er das daneben liegende Geschäftslokal an und entließ drei seiner Mitarbeiter. Diese Kombination aus Berechnung und Rücksichtslosigkeit bildete letztlich die Grundlage für seine sechzigjährige unternehmerische Tätigkeit.
1938 begann Forte, der zu der Zeit Eigentümer von fünf Milchbars in London war, seine unternehmerische Partnerschaft mit Eric Hartwell, einem Verkäufer von Küchenutensilien. Die daraus hervorgegangene Kette von Milchbars an der Strand wuchs zunächst, ehe mit dem Ausbruch des Zweiten Weltkrieges einige Schwierigkeiten entstanden. Forte wurde aufgrund seiner italienischen Abstammung in einem Internierungslager auf der Isle of Man untergebracht, während Hartwell zum Militärdienst eingezogen wurde. Drei Monate später wurde Forte jedoch entlassen, um eine Stelle als Berater des Ernährungsministeriums anzutreten. 1943 heiratete er die aus Venedig stammende Irene Chierico.

### Nachkriegszeit und Aufstieg zum Hotel-Magnaten
Die Nachkriegszeit verlieh Fortes Unternehmen wieder Wachstum, insbesondere im Londoner West End. Nach dem Kauf des früheren Lyons Tea Room in der Nähe des Piccadilly Circus erwarb er den nahe gelegenen Monico-Komplex, in dem das Criterion Theatre untergebracht war. Allerdings war für den Wechsel vom Cafébesitzer zum Unterhaltungsunternehmer mehr notwendig. Zahlreiche Geschäftsleute machten Gewinn, als die Grundstückspreise in London stiegen, wobei einige wie Max Joseph und Charles Clore Wirtschaftsimperien mit dem durch Grundstücksverkäufe erworbenen Vermögen begründeten.
Diese Geschäftsidee verfolgte auch Forte, der durch die Gewinne für das Catering beim Festival of Britain 1951 mit dem Kauf von Londoner Hotels begann. 1958 erwarb er das Waldorf und baute das Unternehmen in den folgenden Jahren mit der Übernahme der Trust House-Gruppe 1970 zur größten Hotelkette Großbritanniens aus. Neben zahlreichen einfacheren Hotels wie den Forte Posthouses gehörten auch Luxushotels wie das Grosvenor House Hotel an der Park Lane zum Konzern.
Durch diese vorsichtig ausbalancierte Übernahme entstand die Hotelkette THF (Trust House Forte). Allerdings kam es innerhalb des Verwaltungsrates des Unternehmens zu Unstimmigkeiten zwischen Forte und dem früheren Herausgeber von The Economist, Geoffrey Crowther, insbesondere nachdem Forte den ehemaligen Arbeitsminister der Labour-Party-Regierung von Premierminister Clement Attlee und früheren Leiter der Bergbaubehörde (National Coal Board), Alfred Robens, zum Vorsitzenden des Verwaltungsrates berief. Nachdem die bisherigen Trust House-Direktoren entlassen wurden, wurde die entstandene Kette umgebaut, um das Gewinnpotential zu maximieren und die landesweite Präsenz von Forte-Hotels auszuweiten. Zum Konzern gehörten Café Royal, Fortes bevorzugter Erwerb, annähernd 250 Hotels in Großbritannien und Irland, die Henekey Inns, die Quality Inns, die Kardomah Coffee Houses, die Travelodge-Motelkette in den USA, Kanada, Mexiko und Tahiti sowie Werkstätten an Autobahnen. Weiterhin betrieb das Unternehmen das Catering an 24 europäischen Flughäfen, beim Bankett des Oberbürgermeisters von London, beim Edinburgh Festival sowie bei den Vereinten Nationen.
1970 wurde er zum Knight Bachelor geschlagen und führte fortan den Namenszusatz „Sir“. 1971 konnte Forte aufgrund des Familienanteils von 16 Prozent sowie einer Reihe von Oberhausmitgliedern im Aufsichtsrat erfolgreich ein Übernahmeangebot durch den Brauereikonzern Allied Breweries abwehren. Dabei handelte es sich um seinen letzten großen unternehmerischen Erfolg. In den folgenden zehn Jahren bemühte er sich um den Ankauf des prestigeträchtigen Londoner Savoy Hotel, das ihm zusammen mit dem Claridges und dem The Connaught eine Vormachtstellung im Luxushotelbereich gebracht hätte. Dem Geschäftsführer des Savoy Hotel, Hugh Wontner, gelang zusammen mit dem Aufsichtsrat mit Hilfe von Stammaktien den Kauf abzuwehren, wenngleich Forte einen Großteil der Aktien erwarb.
In den 1980er Jahren unterstützte er die Politik von Premierministerin Margaret Thatcher und konnte dabei durch seinen als Selfmademan erworbenen Wohlstand für seinen wachsenden Einfluss nutzen. 1981 erwarb HTF vom Thorn-EMI Ltd Bereiche der Unterhaltsbranche wie drei Kinos im Londoner West End, das Empire-Kino am Leicester Square sowie Bühnenshows im Blackpool Tower. Außerdem gehörte der Verlag Sidgwick and Jackson zum Konzern.

### Oberhausmitglied und Rückzug aus dem Unternehmen
1982 wurde Forte durch ein Letters Patent als Life Peer mit dem Titel Baron Forte, of Ripley in the County of Surrey, aufgrund des Life Peerages Act 1958 in den Adelsstand erhoben und gehörte damit bis zu seinem Tod dem House of Lords als Mitglied an. 1983 ernannte er seinen Sohn Rocco Forte zum Chief Executive Officer (CEO) des Unternehmens, blieb aber für weitere zehn Jahre Vorstandsvorsitzender des Konzerns.
Als er 1993 auch den Vorstandsvorsitz der Hotelkette Forte Group an Rocco Forte übergab, war es bereits zu spät, da dieser innerhalb von zwei Jahren das Unternehmen an den Fernseh- und Freizeitkonzern Granada Television für 3,8 Milliarden Pfund Sterling verkaufen musste. Damit ging das Unternehmen an den Unternehmer Gerry Robinson, der ebenfalls aus dem Restaurant- und Cateringbereich stammte.
Aus seiner Ehe gingen neben dem einzigen Sohn Rocco fünf Töchter hervor.